# جوستين والين
جوستين والين (بالإنجليزية: Justin Whalin)‏ أو جوستين غاريت والين (مواليد 6 سبتمبر 1974) هو ممثل أمريكي اشتهر بدوره تحت اسم جيمي أولسن في السلسلة الأمريكية: لويس وكلارك : مغامرات سوبرمان الجديدة.

## روابط خارجية
- جوستين والين على موقع IMDb (الإنجليزية)
- جوستين والين على موقع ألو سيني (الفرنسية)
- جوستين والين على موقع أول موفي (الإنجليزية)
- جوستين والين على موقع قاعدة بيانات الأفلام السويدية (السويدية)
- جوستين والين على موقع إن إن دي بي (الإنجليزية)
- جوستين والين على موقع قاعدة بيانات الفيلم (الإنجليزية)
- جوستين والين على موقع كينوبويسك (الروسية)